# Sinagoga Yusef Abad
A Sinagoga Yusef Abad (em persa: کنیسه یوسف آباد Kanise-ye Yusef Ābād, em hebraico: בית הכנסת יוסף-אבד) é a principal sinagoga de Teerã, Irã. Também é uma das maiores sinagogas da cidade. O nome oficial da Sinagoga Yusef Abad é Sinagoga Sukkot Shalom. O prédio original que abrigava a sinagoga foi concluído no início da década de 1950. Com o crescimento da população judaica da capital, especialmente no bairro de Yusef Abad, decidiu-se que um prédio mais novo era necessário. Com a ajuda de líderes da comunidade local liderados por Avraham Yusian, a construção da nova fachada foi concluída em outubro de 1965. As portas da nova sinagoga foram abertas ao público no Rosh Hashaná de 5726 (calendário hebraico).
Em 8 de fevereiro de 2003, o presidente Mohammad Khatami visitou a Sinagoga Yusef Abad, tornando-se o primeiro presidente do Irã a visitar uma sinagoga desde a Revolução Iraniana. O Rabino-Chefe Yousef Hamadani Cohen, Haroun Yashayaei e Morris Motamed compareceram e representaram a comunidade judaica do Irã. Para o evento, o Rabino-Chefe Yosef Hamadani Cohen liderou a abertura da arca do rolo da Torá e a recitação de orações.

## Galeria

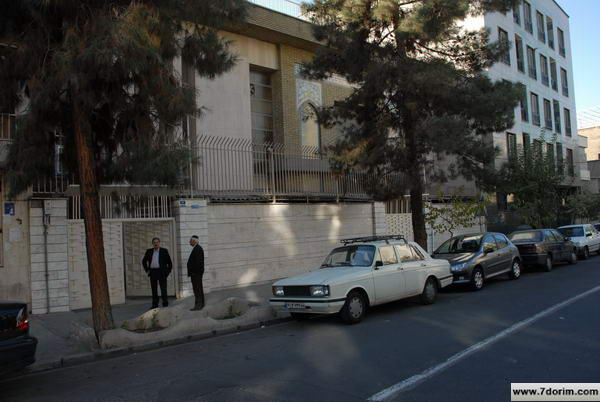
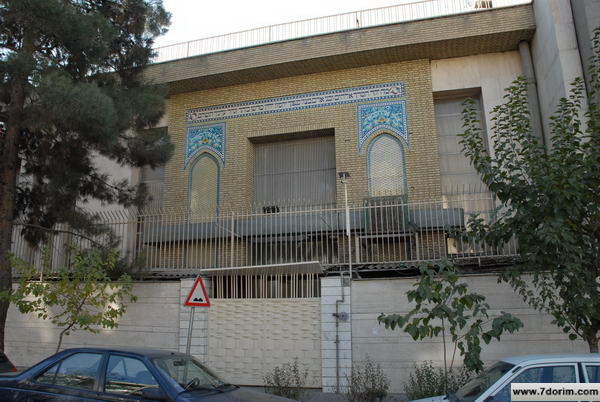
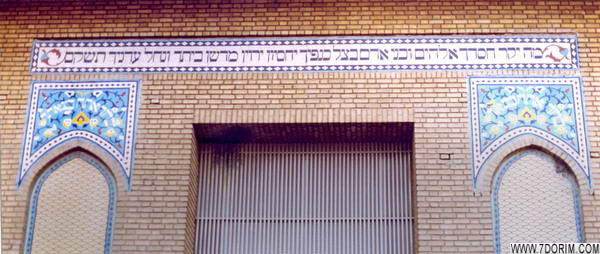
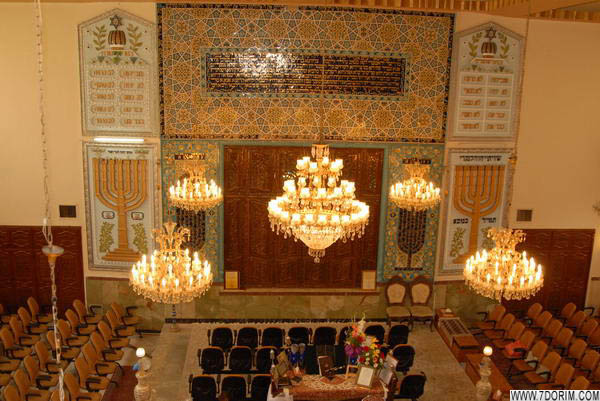
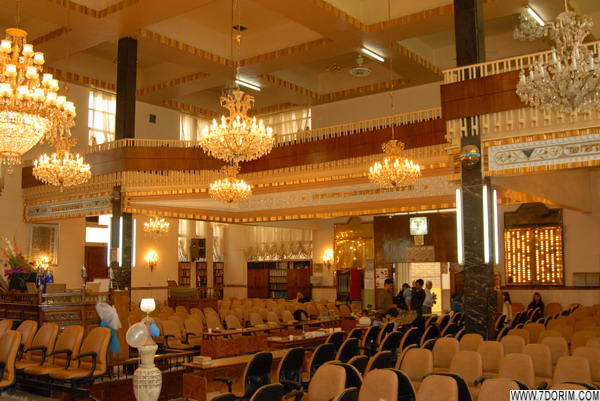
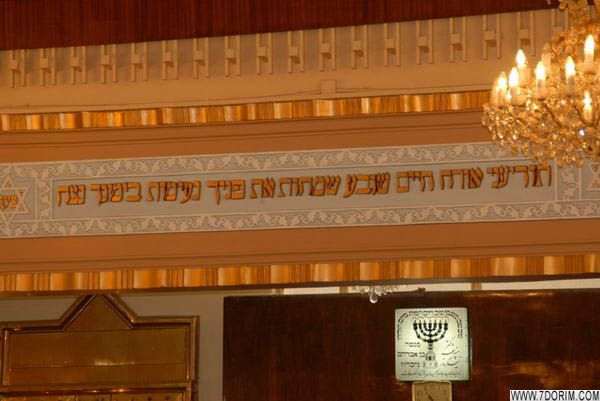
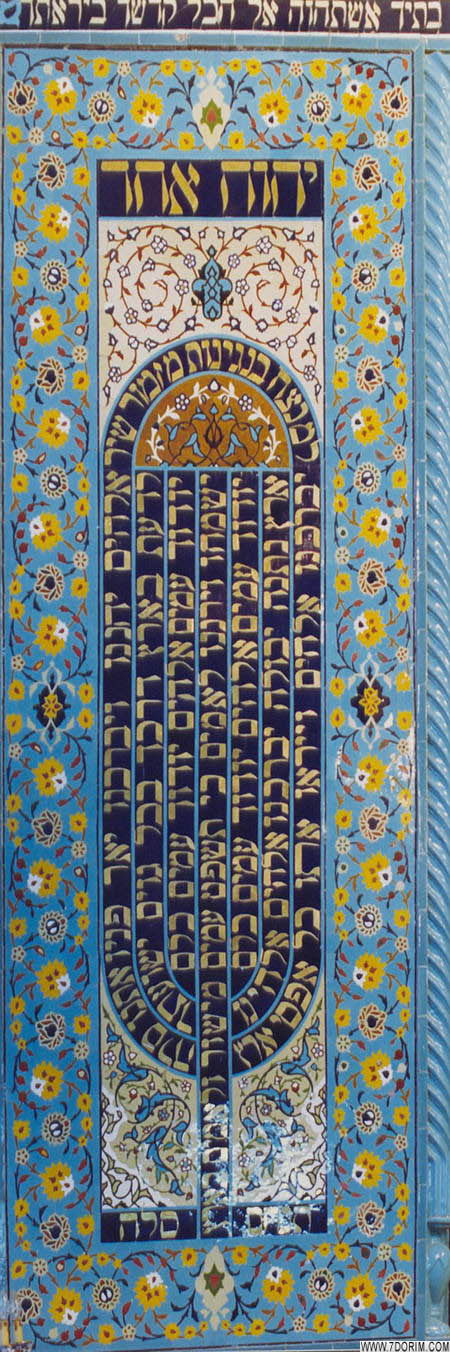
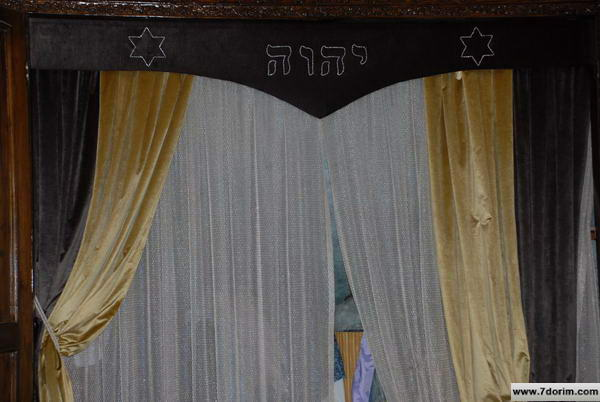
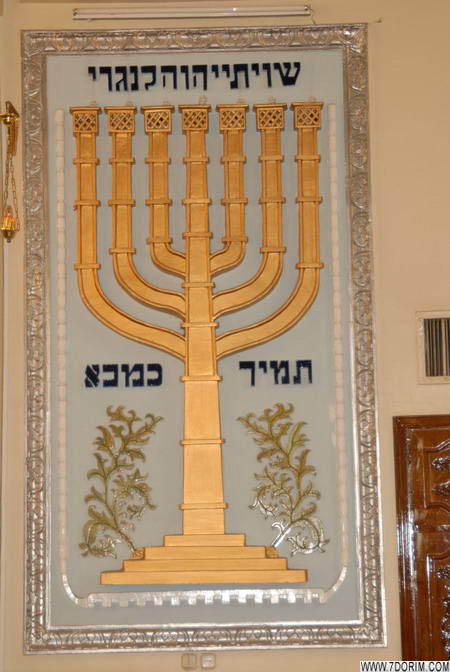